# Zofia Milska-Wrzosińska
Zofia Milska-Wrzosińska (ur. 1952) – polska psychoterapeutka, psycholożka, przedsiębiorca, autorka artykułów i książek popularyzujących tematykę psychologiczną, współzałożycielka i dyrektor Laboratorium Psychoedukacji w Warszawie.

## Życiorys
Absolwentka Wydziału Psychologii Uniwersytetu Warszawskiego. Studia ukończyła w roku 1974. Pracuje w Laboratorium Psychoedukacji od jego powstania w 1978. Uprawia psychoterapię o orientacji psychodynamicznej ze szczególnym uwzględnieniem terapii par. Zajmuje się również superwizją, szkoleniem psychoterapeutów oraz doradztwem psychologicznym dla menedżerów i firm. Ma certyfikat psychoterapeuty oraz superwizora psychoterapii Polskiego Towarzystwa Psychologicznego, a także superwizora treningu grupowego i trenera. Posiada również certyfikat psychoterapeuty Europejskiego Stowarzyszenia Psychoterapii oraz Europejskiego Stowarzyszenia Psychoterapii Integracyjnej.
Opublikowała artykuły, testy popularyzatorskie, wywiady i felietony m.in. w czasopismach Charaktery, Gazeta Wyborcza, Tygodnik Powszechny, Polityka, Wprost, Newsweek, Wysokie Obcasy, Kobieta i Życie, Uroda, Pani oraz Twój Styl.
Wydała książki:
- Bezradnik. O kobietach, mężczyznach, miłości, seksie i zdradzie, Jacek Santorski & Co., Warszawa 1999
- Para z dzieckiem, Jacek Santorski & Co., Warszawa 2005

## Życie prywatne
Od roku 1975 związana ze Sławomirem Wrzosińskim, z którym ma czworo dzieci i dziewięcioro wnucząt.